# Champions Trophy de hockey sobre césped femenino de 1995
El Champions Trophy de hockey femenino 1995 fue la 5.ª edición del torneo. Se llevó a cabo entre el 9 y 17 de septiembre de 1995 en Mar del Plata, Argentina.

## Equipos participantes
- Alemania (cuarto en el mundial 1994)
- España (campeón de los juegos olímpicos de 1992)
- Argentina (país anfitrión)
- Estados Unidos (tercero en el mundial 1994)
- Australia (campeón defensor y campeón del mundo)
- Corea del Sur (quinto en el mundial 1994)

## Tabla de posiciones
| Equipo         | J | G | E | P | GF | GC | D/G | Pts | Clasificación |
| -------------- | - | - | - | - | -- | -- | --- | --- | ------------- |
| Australia      | 5 | 5 | 0 | 0 | 11 | 3  | +8  | 10  | Final         |
| Corea del Sur  | 5 | 4 | 0 | 1 | 11 | 8  | +3  | 8   | Final         |
| Alemania       | 5 | 2 | 1 | 2 | 7  | 8  | -1  | 5   | 3.ª posición  |
| Estados Unidos | 5 | 1 | 2 | 2 | 5  | 8  | -3  | 4   | 3.ª posición  |
| Argentina      | 5 | 1 | 1 | 3 | 5  | 7  | -2  | 3   | 5.ª posición  |
| España         | 5 | 0 | 0 | 5 | 6  | 11 | -5  | 0   | 5.ª posición  |

## Rueda final

### 5.º y 6.º puesto
|  | Argentina | 1 - 2 | España |  |  |

### Tercer puesto
|  | Alemania | 0 - 0 (1 - 4 p.) | Estados Unidos |  |  |

### Final
|  | Australia | 1 - 1 (4 - 3 p.) | Corea del Sur |  |  |

## Posiciones finales
| Pos | Equipo         |
| --- | -------------- |
|     | Australia      |
|     | Corea del Sur  |
|     | Estados Unidos |
| 4.  | Alemania       |
| 5.  | España         |
| 6.  | Argentina      |